# Răducu-Adrian Păduraru
Răducu-Adrian Păduraru (n. 25 iulie 1977) este un senator român, ales în 2024 din partea PSD. 